# Berend Brugsma
Berend Brugsma, ook Beerent Brugsma (Groningen, 16 september 1797 - aldaar, 8 september 1868) was een Nederlandse onderwijzer, schoolhoofd en pedagoog, bekend door zijn bijdragen aan de schoolpedagogiek.

## Leven en werk
Brugsma begon als onderwijzer, en werd vervolgens hoofdonderwijzer te Euvelgunne. In 1816 werd hij schoolhoofd van een bijzondere school en kweekschool voor onderwijzers, toentertijd een van de twee in Nederland. In 1861 werd hij de eerste directeur van de kweekschool voor onderwijzers van het rijk te Groningen.
Nadat hij 20 jaar in het onderwijs had gewerkt schreef Brugsma de eerste origineel Nederlandse pedagogisch-didactische handleiding voor aanstaande onderwijzers: ‘Kort overzigt van de leer der opvoeding, door het onderwijs in de lagere scholen’. Het werk werd in 1835 uitgebracht. Het was geschreven voor (aanstaande) onderwijzers. Dit werk werd regelmatig herdrukt. Enkele jaren na zijn overlijden verscheen er nog een negende druk. 
In 1839 introduceerde Brugsma platen voor het aanschouwingsonderwijs uit Duitsland, in 1863 gedocumenteerd in een publicatie '40 platen voor aanschouwingsonderwijs'.

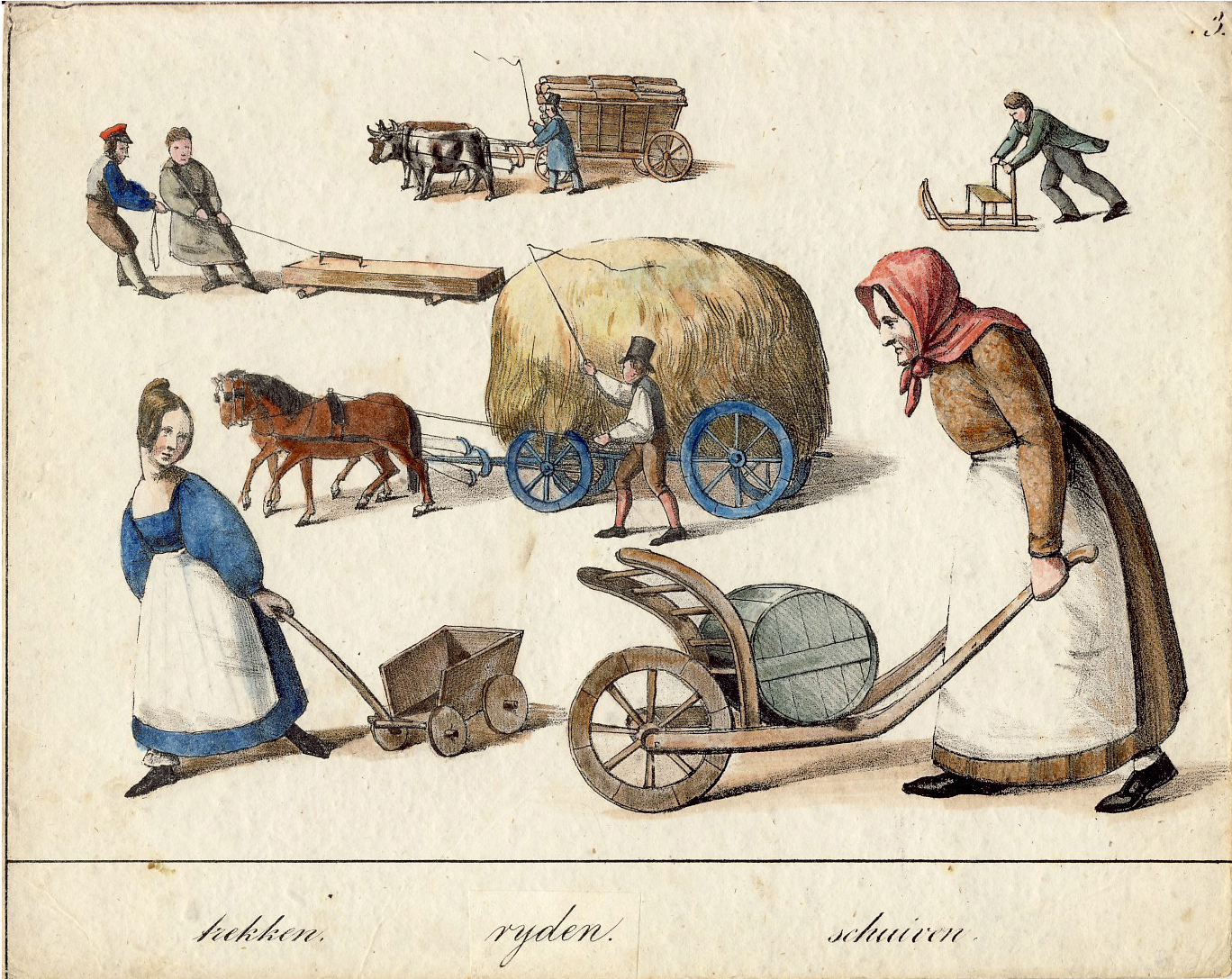
Schoolplaat "Trekken, rijden, schuiven"
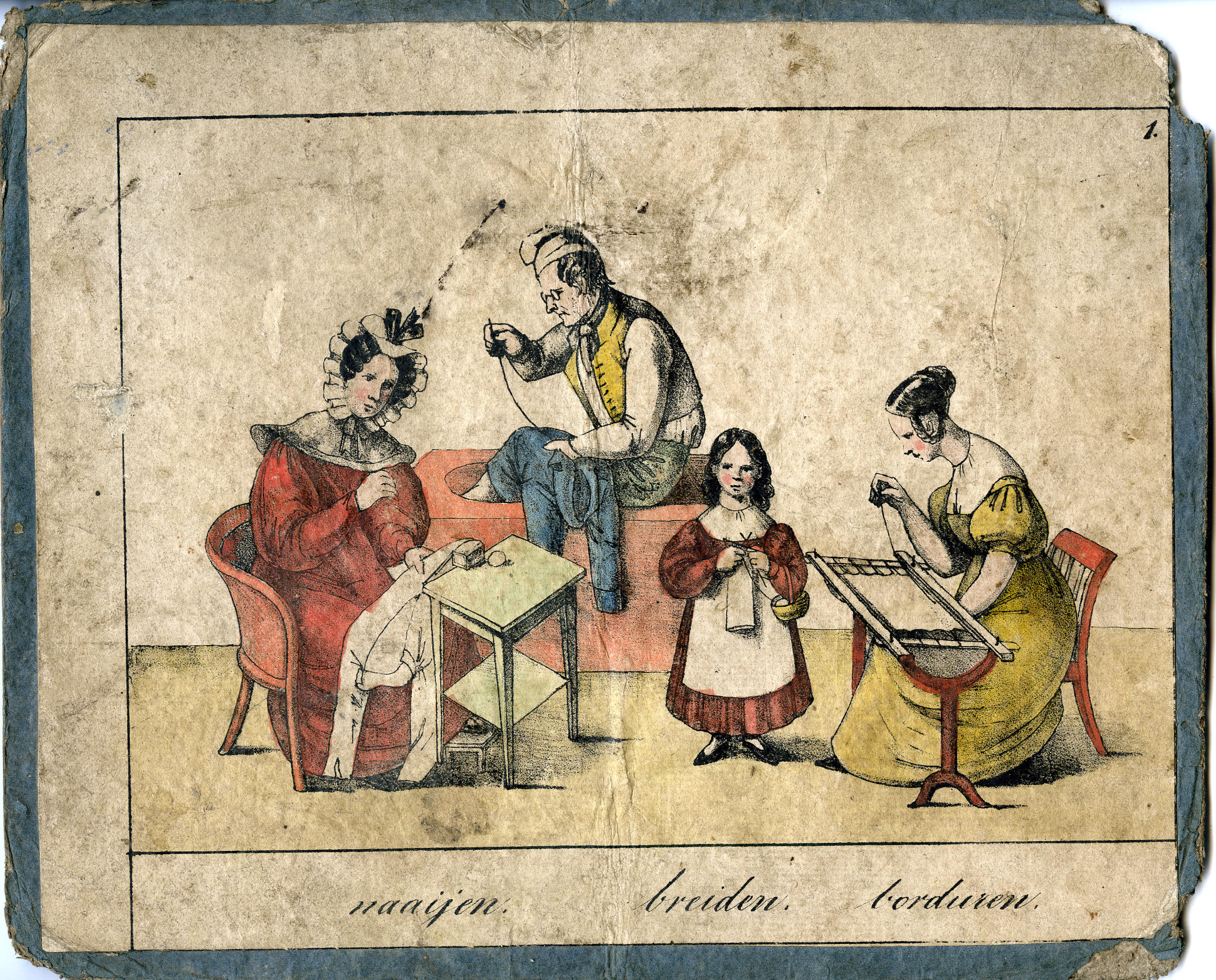
Schoolplaat "Naaijen breiden borduren"
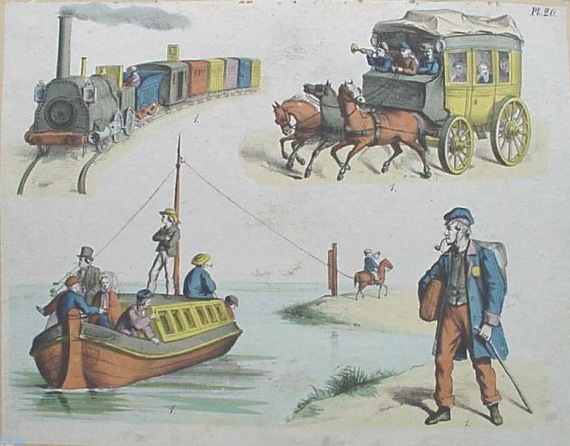
Schoolplaat "Vervoer"

Brugsma bouwde een reputatie op als onderwijs- en opvoedkundige. Hij bezocht scholen in het buitenland en publiceerde over onderwijsthema's. Zonder het belang van kennis te onderschatten, pleitte hij voor het ontwikkelen in het onderwijs van denkkracht.
Brugsma publiceerde ook regelmatig over de door hem gemaakte studiereizen en over bijzondere gebeurtenissen in relatie tot het onderwijs. Ook verschenen er diverse werken van hem in samenwerking met Jan Goeverneur.

## Waardering

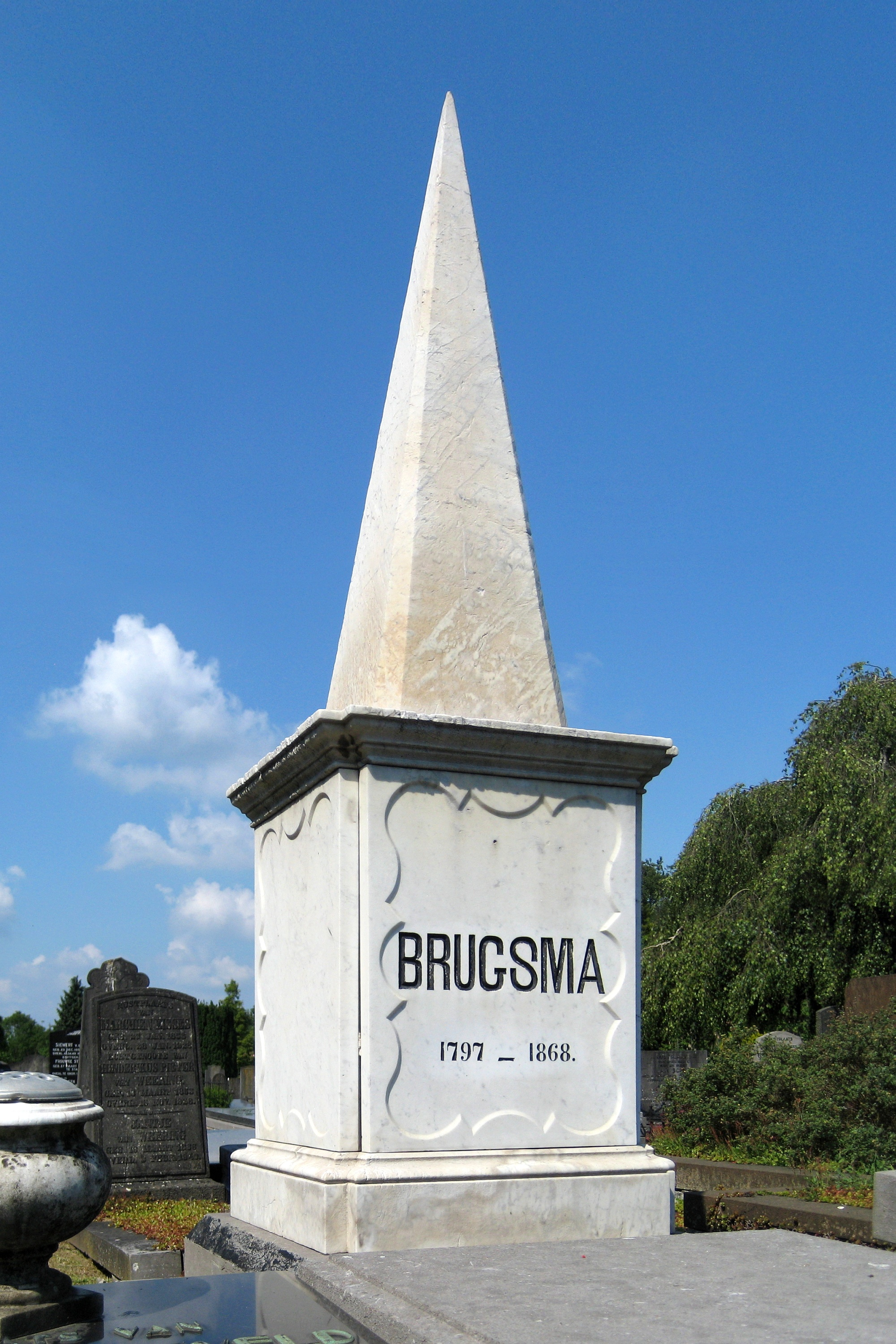
Graf Brugsma.

Op de Zuiderbegraafplaats in Groningen bevindt zich een monumentaal graf van Brugsma (zie afbeelding). 
Groningen kent sinds 1952 de Brugmaschool voor basisonderwijs. Daarnaast heet het gebouw van de Pedagogische Academie van de Hanzehogeschool Groningen de BrugsmaBorg als erkenning van het belang tot heden van zijn denkbeelden over pedagogie.
In 2016 verscheen in de reeks "Pioniers van de Nederlandse gedragswetenschappen" een uitgave over zeven grondleggers van de onderwijskunde, waaronder Brugsma. Brugsma werd hierbij geïntroduceerd als de "nestor van de schoolpedagogiek".

## Bibliografie (selectie)

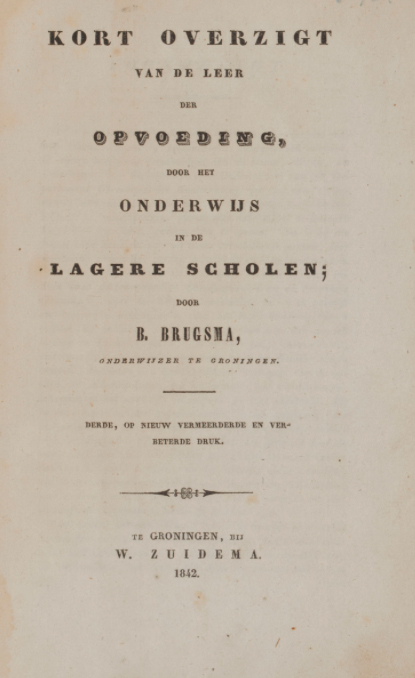
Titelpagina ‘Kort overzigt van de leer der opvoeding, door het onderwijs in de lagere scholen,’ 3e dr. 1842